# Sadova (gmina w okręgu Suczawa)
Sadova – gmina w Rumunii, w okręgu Suczawa. Obejmuje tylko jedną miejscowość Sadova. W 2011 roku liczyła 2285 mieszkańców.